# 妺喜
妺喜（？—？），有施氏，又作妺嬉、末喜、末嬉，喜姓或嬉姓，有施氏國君之女，夏朝第十七位君主桀的寵妃。

## 史料記載
根據《國語》記載，桀发动大军，攻打有施氏（位于今山东省蒙阴县）。有施氏國君献出牛羊、马匹、美女，還有自己的女兒妺喜，向桀求和。而妺喜受到桀的寵愛，種下夏朝滅亡的原因之一。
《竹書紀年》則提及妺喜早年與伊尹有交往，為伊尹派到夏朝王宮的間諜，促使夏朝滅亡，幫助建立商朝。
在先秦的史料中，关于妺喜的记载并不明确。妺喜的形象是从《史记》开始才逐渐丰富起来，因此她的事迹很有可能是后人的假托。部分古籍稱，妺喜貌美，桀一見妺喜驚為天人，對她十分寵愛。她喜作男裝打扮，佩劍帶冠，參與朝政，在漢代人眼中是薄德的表現。桀常不顧禮法把妺喜放在膝上，並聽從她所言；亦因和妺喜纵情声色、恣意享樂，不理朝政。妺喜愛听撕裂绢帛的声音，桀為討好她，把大量絹帛撕碎，又造倾宫，筑瑶台，象廊，玉床。用玉石建造华贵的琼室，以此作为离宫。

## 後世
妺喜被視為红颜祸水的第一例证，其後又陆续出现商代妲己、周代褒姒。因此，当越王勾践差范蠡把西施献给吴王夫差的时候，伍子胥进言：“臣聞：夏亡以妺喜，殷亡以妲己，周亡以褒姒。夫美女者，亡国之物也，王不可受。”